# 福井敏雄 (自動車)
福井 敏雄（ふくい としお、1937年 - ）は、日本の自動車技術者。元トヨタ・チーム・ヨーロッパ（TTE）副社長。東京都世田谷区出身。

## 略歴
父・福井近夫（後に日本テレビ放送網社長）が読売新聞社に勤務しており、転勤の関係で戦後間もない時期に京都に移住、高校の途中までを京都で過ごす。
1960年に慶應義塾大学工学部を卒業して日産自動車に入社。日産に入社した理由について、大学で大気汚染の研究をしていた際に実験用の分析機が必要になった際、当時子安にあった日産の研究所に機材を使わせてもらうよう依頼に行ったのがきっかけで、しばらく実験のため研究所に通っているとある日「ちょっと面接があるから」と呼び出されたところ、当時の川又克二社長をはじめとする役員陣がずらっと揃っており、そのまま内定が出て入社に至ったと語っている。日産では設計部に配属されるが、入社後2年ほどした頃に神経性胃炎を患い、日産を休職して一時アメリカに渡るが、帰国後も体調が思わしくなくそのまま日産を退職。その後自宅でブラブラしていた際に、父の友人でもある神谷正太郎（当時トヨタ自動車販売社長）の自宅を訪れることになり、神谷が「ディーラーのサービス部門の強化」を考えていたことからその席で神谷の誘いを受け、そのままトヨタ自販に入社した。
トヨタ自販では当初サービス部門に配属されるものの、程なく輸出部に移り、中南米→カナダ→ベルギーと担当エリアを転々とする。ベルギーに赴任して間もない1967年に本社から「ラリー・モンテカルロに出場するドライバーのサポートを行う」ことを命じられ、そこでラリーとの関わりを持つことになる。その後、福井は「ラリーはマーケティングに有効である」という進言を行っている他、社内で根回ししてラリー活動拡大を推進した上、オベ・アンダーソンとのワークス契約にもこぎつけるなど、トヨタWRCの歴史の黎明期に多大な尽力をした。
また1974年にオイル・ショックによりWRC活動終了の危機に陥った際、豊田英二社長を「ここで撤退したら、仮に後で復帰しても欧州からの信頼を回復するのは不可能」と必死に説得して存続に持ち込んでいる。本人曰く、実際には当時の豊田章一郎専務に対して直訴したのが契機であり、当時はトヨタ自体が自工と自販の2社体制だったことを利用し「（トヨタ自工の）役員会での決定は覆せないが、自工の持つパーツ類を自販に譲り、自販の予算で活動を継続することならできる」という形でなんとか活動継続に持ち込んだのだという。
その後もトヨタ自動車において長年にわたりラリー活動のサポートを行い、1989年にはモータースポーツ部・ラリー担当部長に就任、世界ラリー選手権（WRC）に参戦するトヨタワークスの指揮を執った。1996年にトヨタを退社したが、これは前年に起こった「セリカGT-FOURのリストリクター違反事件」の影響もあり、本人曰く「自分はリストリクター問題については全く事情を知らされておらず蚊帳の外だったが、責任者として責任を取る必要があった」とのこと。
以後はJ SPORTSのWRC中継でコメンテーターを務めるほか、国際自動車連盟（FIA）のスチュワードとしてラリージャパンを始めとする日本国内で開催される数多くのラリーで審査委員を務めている。